# Gianpaolo Bottacin
Gianpaolo Bottacin (Feltre, 17 ottobre 1969) è un politico italiano, esponente della Lega Nord, presidente della Provincia di Belluno dal 2009 al 2011.

## Biografia
Laureato in ingegneria meccanica all'Università di Padova, ha lavorato in importanti aziende bellunesi operanti nel settore chimico e dell'occhialeria. Attualmente lavora per aziende nel settore manifatturiero del Veneto, svolge l'attività di consulente tecnico legale per il tribunale di Belluno e collabora con il corso di Ingegneria della Sicurezza dell'Università di Padova.
Appassionato di automobilismo, partecipa dal 1989 a competizioni automobilistiche e dal 2005 al 2008 è stato delegato provinciale della Commissione Sportiva Automobilistica Italiana. Dal 2011 al 2015 è stato presidente dell'Automobile Club Belluno.

### Carriera politica
Iscritto alla Lega Nord dal 1993, è stato segretario della sezione dell'Alpago, segretario della Circoscrizione Alta Valbelluna e consigliere comunale a Puos d'Alpago.
Dal 2005 al 2009 è stato consigliere regionale del Veneto, con l'incarico di presidente del gruppo consiliare della Liga Veneta - Lega Nord Padania dal 2008 al 2009 subentrando al neo vicepresidente del Veneto Franco Manzato.
Nel corso del suo mandato fa approvare la prima legge regionale del Veneto sul soccorso alpino e si distingue per vari provvedimenti legislativi sulla gestione dell'acqua, fra cui si ricorda il raddoppio dei canoni di derivazione dell'acqua.
Nel luglio 2008 presenta in consiglio regionale alcuni progetti di legge per dare la priorità ai veneti nell'assegnazione dei contributi regionali, creando ampio dibattito politico. Il concetto viene da lui ripreso successivamente, nel ruolo di presidente della Provincia di Belluno, con l'introduzione della priorità ai bellunesi nella gestione del fondo di solidarietà provinciale per i disoccupati.

### Presidente della Provincia
Nel 2009 è stato eletto presidente della Provincia di Belluno sostenuto da una coalizione di centrodestra, sconfiggendo al ballottaggio l'uscente Sergio Reolon, sostenuto da una coalizione di centrosinistra. Durante la campagna elettorale e nel corso del suo mandato è stato bersaglio di minacce.
Al primo turno (affluenza 59,2%) Bottacin ottiene il 47,1%, Reolon il 41,2%, mentre tra gli altri candidati spicca solo Pierluigi De Cesero (UDC) con l'8,0% di voti.
Ai ballottaggi (affluenza 40,1%) Gianpaolo Bottacin s'impone con il 51,1% su Reolon che raccoglie il 48,9%.
È sostenuto, in Consiglio provinciale, da una maggioranza costituita da:
- Lega Nord Padania
- Popolo della Libertà
- Progetto Nordest
- Lista civica LDP (Lista del Presidente Bottacin)

Come primissima azione del suo mandato amministrativo, rinuncia ad auto blu e autista.
Nel corso del suo mandato, si distingue per aver proposto il cambio del nome della provincia da Belluno a Belluno-Dolomiti.
Il 20 ottobre 2011 si dimette dalla carica di presidente a seguito di dissidi col Popolo della Libertà, principale partito alleato, firmatario, con i partiti dell'opposizione, di una mozione di sfiducia nei suoi confronti. Il 28 ottobre il Consiglio provinciale approva la mozione di sfiducia con 14 voti a favore e 7 contrari.

## Assessore regionale
Per 4 anni esce dalla scena politica e nel 2015 si candida alle regionali del Veneto nella Lista Zaia, venendo eletto consigliere regionale del Veneto risultando il più votato fra i candidati a sostegno di Luca Zaia in provincia di Belluno.
In giugno 2015 viene nominato dal Presidente Zaia assessore regionale all'ambiente e alla protezione civile.
È l'autore del libro edito dalla Cleup "I giorni di Vaia", dove racconta da protagonista la gestione dell'emergenza meteo che ha investito il Veneto nell'ottobre del 2018.
La gestione dell'emergenza Vaia riceve il plauso del Presidente della Repubblica nel corso dell'intervento dello stesso in occasione della sua visita a Belluno il 12 marzo 2019.
Nel corso del mandato affronta problematiche complesse sia in termini ambientali, tra cui spicca l'inquinamento da pfas, sia per quanto riguarda la protezione civile. Settore ampiamente riorganizzato e potenziato nel corso del suo mandato.
Tra le attività svolte, si ricordano la nuova legge regionale sulle attività estrattive con il relativo piano cave, il piano di tutela e risanamento dell'aria, il piano delle opere di mitigazione del rischio idrogeologico.
Si ricorda anche l'implementazione, in collaborazione con l'Università di Padova, di modelli previsionali idrologici e idraulici, che portano il Veneto a essere riferimento internazionale.
Nell'agosto del 2019 è oggetto di minacce di morte a seguito della sua lotta contro gli illeciti relativi ai rifiuti.
Nel settembre 2020 si ricandida alle regionali del Veneto e con 9078 preferenze risulta essere di gran lunga il candidato più votato del Veneto rispetto al numero di elettori del collegio. Successivamente, il 17 ottobre 2020 il Presidente Zaia lo riconferma in giunta regionale con le deleghe all'ambiente, protezione civile, dissesto idrogeologico, difesa del suolo, cave e miniere, cambiamenti climatici. È autore della nuova legge regionale del Veneto in materia di Protezione Civile. Durante la "tempesta Vaia" del 2018 ha coordinato in prima persona l'Unità di crisi della Protezione civile del Veneto. Relativamente alla "tempesta Vaia" ha anche scritto un libro titolato "I giorni di Vaia" edito dalla Cleup di Padova. È anche autore del nuovo piano di gestione dei rifiuti della Regione Veneto.